# Edith Kermit Carow Roosevelt
Edith Kermit Carow Roosevelt (Norwich, Connecticut, EUA, 6 d'agost de 1861 – 30 de setembre de 1948) fou la segona dona del president dels Estats Units d'Amèrica Theodore Roosevelt, i va exercir de primera dama dels Estats Units durant la presidència d'aquest de 1901 a 1909. Va ser la primera d'entre les primeres dames que va tenir un secretari assalariat amb plena dedicació. El seu mandat va aportar la creació d'un personal oficial, i els seus sopars formals i els cerimonials van servir per elevar la posició de primera dama dels EUA.

## Primers anys de vida
Edith va néixer a Norwich, Connecticut, filla del comerciant Charles Carow (1825–1883) i de la seva dona, Gertrude Elizabeth Tyler (1836–1895). El pare de Gertrude, Daniel Tyler (1799–1882), va servir com general de la Unió (els Estats del Nord) en la Guerra Civil dels Estats Units.
La germana més jove d'Edith fou Emily Tyler Carow (1865–1939). Edith també va tenir un germà, Kermit (febrer 1860 – August 1860) qui va morir un any abans del naixement d'Edith.
Durant la seva infantesa, Edith va ser coneguda com a Spotless Edie (impol·luta Edie), per la seva especial cura en no tacar-se. Pel que sembla va ser Theodore "Teddy" Rossevelt, amic ja de nen, qui li va posar aquest sobrenom.
Edith va créixer en la zona Union Square de la ciutat de Nova York. Theodore Roosevelt vivia a la porta del costat. Edith i la germana de Roosevelt, Corinne (1861-1933), van ser molt bones amigues.
Edith, Corinne, Teddy, i Elliot, germà petit de Teddy, van rebre junts la primera escolarització, a la casa familiar dels Roosevelt, al carrer Est 20 número 28. Edith més tard va assistir a l'escola Comstock.
Tot i que Edith i Teddy podrien haver tingut un idil·li adolescent, es van distanciar quan Teddy va marxar a la Universitat Harvard. Mentre era a Harvard, Teddy va conèixer l'Alice Lee. Teddy i Alice es van casar en 1880, i Edith va assistir a la cerimònia de casament.

## Matrimoni
Alice Lee Roosevelt va morir en 1884, deixant una filla a la qual van posar el nom d'Alice. Teddy i Edith van reiniciar la seva relació en 1885. Es van casar a Londres el 2 de desembre de 1886. El testimoni de Teddy va ser Cecil Spring Rice, qui més tard va servir d'ambaixador britànic als Estats Units durant la Primera Guerra Mundial i va mantenir una amistat propera amb el matrimoni Roosevelt per la resta de la seva vida.
Després de la seva lluna de mel, el matrimoni va viure a Sagamore Hill, Long Island, Nova York.

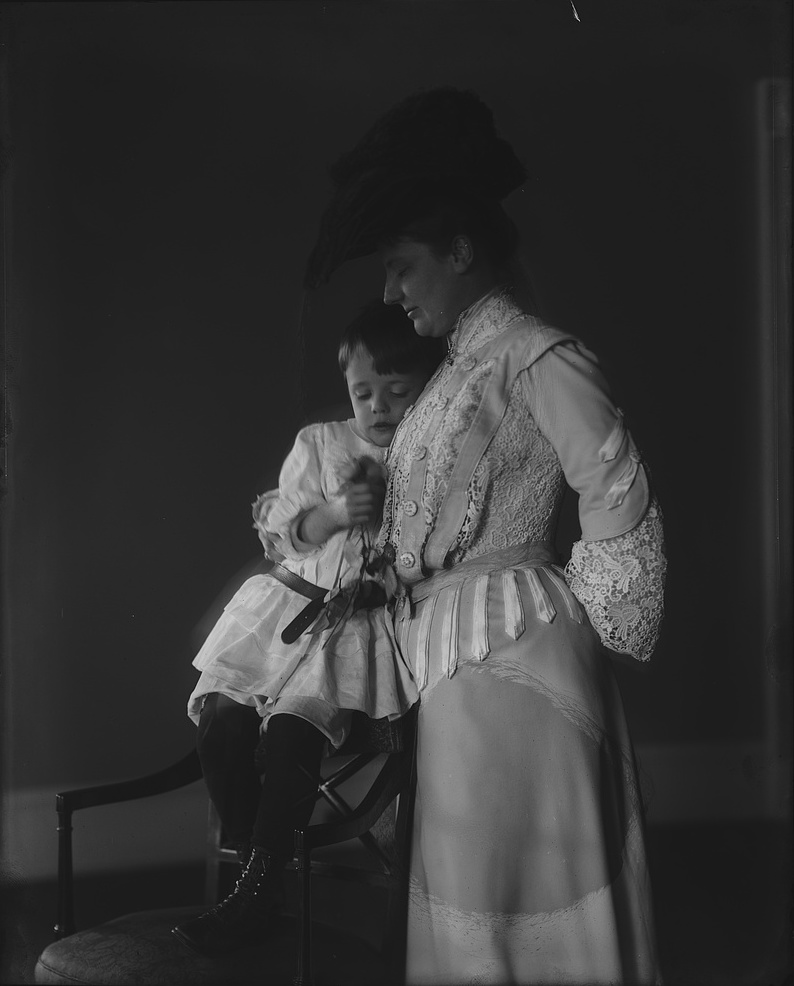
Edith Kermit Carow Roosevelt amb Quentin, l'últim dels seus fills

Junts van educar l'Alice (filla del primer matrimoni de Teddy) i els seus fills conjunts: Theodore (1887), Kermit (1889), Ethel (1891), Archibald (1894), i Quentin (1897).
En 1888, Theodore va ser contractat per la Comissió del Servei Civil dels Estats Units, de Washington, on va servir fins a 1895. Edith va donar suport a la decisió del seu marit d'acceptar el càrrec, encara que pel seu estat d'embaràs no el va poder acompanyar al principi. Kermit Roosevelt va néixer el 10 d'octubre de 1889 i tres mesos més tard Edith va poder traslladar-se a Washington amb els seus fills. Durant aquest període, Edith i l'historiador Henry Adams esdevindrien amics propers.
A demandes d'Edith, Theodore no va intentar ser alcalde de Nova York en les eleccions municipals de 1894, perquè Edith va preferir la seva vida a la capital Washington, i la feina a la Comissió del Servei Civil.
En 1895, no obstant, van marxar a Nova York, quan Roosevelt va ser nomenat president del comissionat de la policia de la ciutat. En 1897, Teddy va ser nomenat Secretari Assistent de la Marina i la família es va traslladar de tornada a Washington.
En 1898 Edith va viatjar per tren a Tampa, Florida, acomiadar el seu marit, involucrat en la guerra hispano-estatunidenca.
Al seu retorn de Cuba, Edith va desafiar una quarantena per reunir-se amb ell a Montauk, Nova York, on ella va treballar a l'hospital de veterans. A l'octubre de 1898, quan Roosevelt va ser nomenat per a la carrera de Governador, Edith va ajudar a respondre els seus correus, però es va quedar fora de la campanya.

## Primera dama de l'Estat de Nova York
Edith Roosevelt va gaudir en ser la primera dama de l'Estat de Nova York. Va modernitzar la mansió del governador, es va inscriure en un club local de dones i va continuar ajudant amb la correspondència del seu marit. Com a primera dama de Nova York, Edith va començar una tradició que continuaria a la Casa Blanca, consistent en sostenir un ram de flors a cada mà. Per ella, donar la mà a un desconegut li resultava indesitjable, i preferia inclinar el cap com a salutació.
La família va tornar a la ciutat de Washington quan William McKinley va guanyar la presidència dels Estats Units, l'any 1900, amb Roosevelt com el seu vicepresident.

## Primera dama

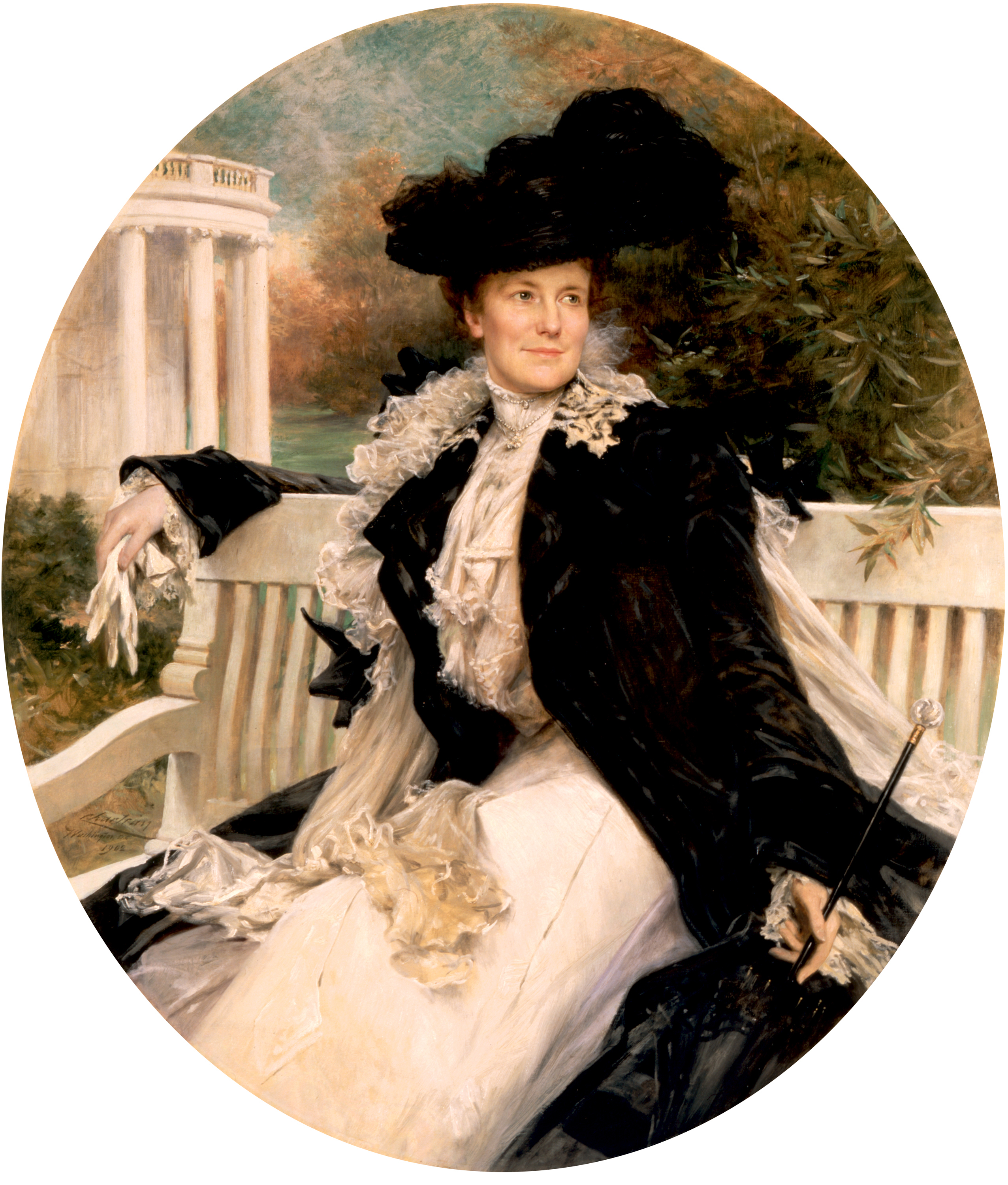
Retrat oficial de primera dama d'Edith Roosevelt

Arran de l'assassinat del president McKinley, Teddy va assumir la presidència, i l'Edith va esdevenir primera dama.
Amb el país de dol, la nova primera dama no tenia cap entreteniment, i es va dedicar a preparar la Casa Blanca per la seva gran família. Va eliminar l'oficina de la mestressa de la casa, actuant ella com a supervisora.
Edith va fer un canvi institucional important quan va contractar Isabelle "Belle" Hagner com a primera secretaria social al servei d'una primera dama. La primera tasca d'Hagner va ser la presentació en societat de la primera filla de Roosevelt, l'Alice, l'any 1902. Edith aviat va començar a confiar en Hagner i li va autoritzar a facilitar fotografies de la família amb l'esperança d'evitar l'ús de fotos indiscretes no autoritzades.
Edith va iniciar una llarga tradició en la qual la primera dama entretenc els visitants i fa d'hostessa de la nació. Va incrementar el nombre d'esdeveniments socials hostejats a la Casa Blanca, va assegurar que les seves festes no interferissin les festes de les dones de membres del gabinet i va treballar per fer de Washington la capital cultural de la nació. Els dos esdeveniments socials més significatius durant el seu temps com a primera dama van ser el casament de la seva fillastra Alice i la presentació en societat de la seva filla Ethel.
Edith també va organitzar les dones dels membres de gabinet i va tractar de governar la conducta moral de la societat de Washington a través de les seves llistes de convidats.
Es creu que Edith va exercia una influència subtil sobre el seu marit. Ella i Teddy es reunien en privat cada dia de 8 a 9 del matí. L'ajudant del President William Loeb sovint ajudava a que Teddy s'acostés a les idees d'Edith. Edith llegia diversos diaris cada dia i enviava al seu marit retalls que ella considerava important. En un article de 1933 article aparegut al Boston Transcript, Isabelle Hagner va informar que la legislació que va crear la Galeria Nacional de Retrats va ser aprovada gràcies a la influència d'Edith. Els historiadors creuen que la contribució històrica més important d'Edith va ser l'establiment d'un enllaç informal entre Teddy i el diplomàtic britànic Cecil Spring Rice, una relació que va donar a Teddy informació oficiosa important sobre el conflicte de la guerra russojaponesa. Arran de la negociació del tractat amb el qual va acabar el conflicte, Teddy va guanyar el premi Nobel de la Pau de 1906.
Teddy i Edith van esdevenir el primer president i primera dama en viatjar a l'estranger durant el càrrec del president, quan van fer el 1906 un viatge a Panamà.
Un assessor perspicaç va descriure la primera dama com "sempre gentil i amable hostessa, somrient sovint al que passava al seu voltant, mai crítica de la ignorància i sempre tolerant de les petites insinceritats de la vida política".
En 1905 Edith va adquirir Pine Knot, una caseta rural a l'Estat de Virgínia, com a refugi per a Teddy. A Pine Knot el Servei Secret se'n cuidava del president sense el seu coneixement.

## Renovació de Casa blanca

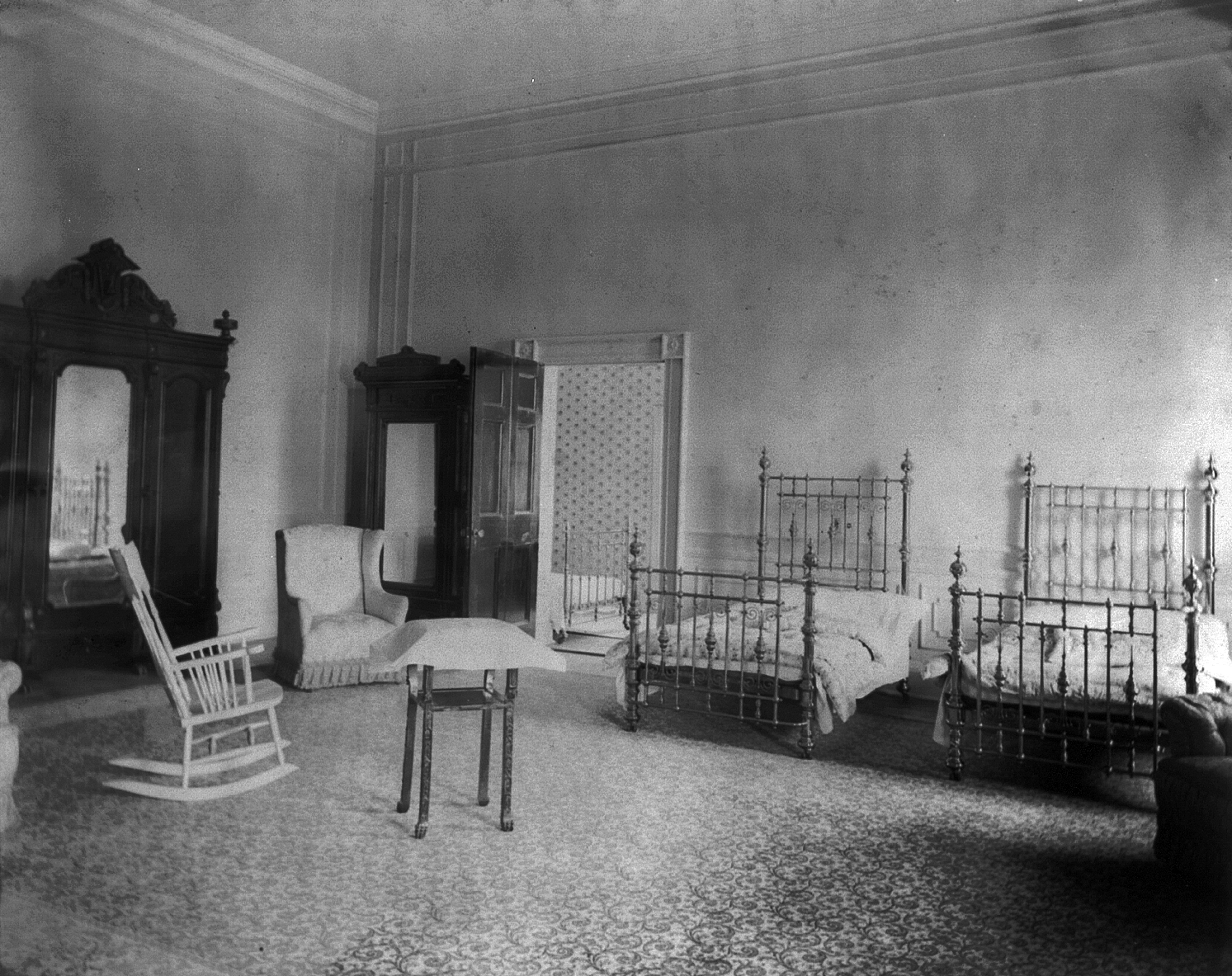
Dormitori en la Casa Blanca de la primera filla de Roosevelt, Alice, ca 1902. Aquesta habitació fou una suite sense nom quan va ser creada en 1809. En 1860 va rebre el nom "Príncep de Gal·les". Va ser rebatejat com a "Habitació Lincoln" el 1929, un nom que va mantenir fins que la suite va ser suprimida el 1961 i es va transformar en la cuina familiar i en la sala menjador del president.

Dins 1902, Edith va contractar la firma d'arquitectes McKim, Meade & Blanc per a separar les zones de vida familiar de les oficines, i per a ampliar i modernitzar les sales públiques, refer el paisatgisme i redecorar l'interior. El congrés va aprovar una xifra al voltant de mig milió de dòlars per a la renovació. La nova Ala Oest va albergar les oficines, mentre que l'Ala Est va albergar la família del president i els seus convidats. Es va modernitzar la fontaneria, l'enllumenat i la calefacció. Edith va col·locar la seva oficina porta pròxima a Teddy és de manera que podrien conferir freqüentment per tot el dia.
Edith va tenir una vista històrica de la Casa Blanca i va decidir que les sales Green Room (Sala Verda), Blue Room (Sala Blava) i la East Room (Sala de l'Est) fossin redecorades en períodes antics. L'arquitecte McKim hi hauria suprimit la majoria del mobiliari anterior sense l'intervenció d'Edith. La intervenció d'Edith va possibilitar que es conservés el mobiliari victorià que actualment es pot veure al dormitori de Lincoln.
Un menjador més gran va fer aparèixer la necessitat de l'adquisició de més porcellana, així que Edith va ordenar la compra d'un servei de porcellanes Wedgwood per a 120 persones, decorades amb el Gran Segell dels Estats Units. L'interès en la participació en la adquisició de la nova porcellana va introduir una diferència respecte als serveis de les anteriors primers dames. Edith va completar el catàleg de porcellana de la Casa Blanca començat per Caroline Scott Harrison, l'esposa del president Benjamin Harrison. Va afegir peces a la col·lecció adquirint elements que mancaven, procedents de botigues d'antiquaris. Quan va deixar la Casa Blanca hi hi havia peces de vint-i-cinc administracions. Va crear una exposició de porcellanes en el pis baix de la Casa Blanca. La col·lecció de porcellanes de la Casa Blanca que va ser per primer cop exhibida gràcies a l'Edith Roosevelt és encara avui en dia en exposició.
Juntament amb la porcellana de la Casa Blanca, Edith va mostrar retrats de les primeres dames anteriors. Els retrats, abans dispersos al llarg de la Casa Blanca, van constituir un èxit pel visitants. Ara els convidats a la Casa Blanca podien veure la porcellana històrica i els retrats de les primeres dames mentre esperaven entrar a alguna recepció.
Edith va cridar a l'antic jardiner de Casa Blanc Henry Pfister per ajudar en el disseny d'un jardí colonial al costat oest de la Casa Blanca. Un jardí similar va ser finalment situat al costat est de la Casa Blanca.
Les renovacions de la Casa Blanca van ser mostrades al públic durant la recepció de Dia d'Any Nou de 1903.
Va ser durant aquell període presidencial que la residència del president va començar a ser coneguda com la Casa Blanca. Anteriorment hi havia estat coneguda com a Mansió Executiva.

## Relació amb els seus fills

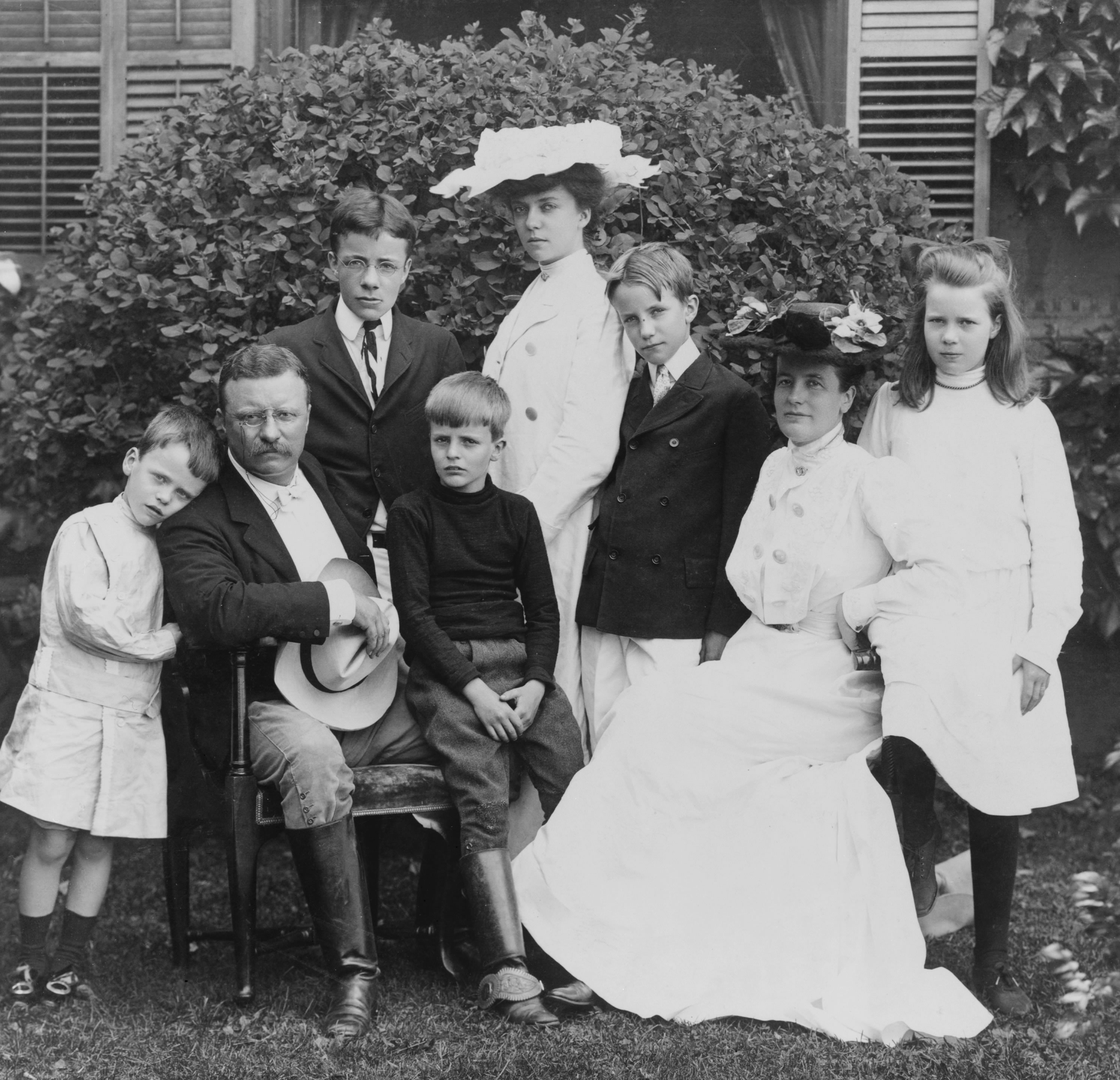
Theodore Roosevelt i Edith Roosevelt envoltats dels seus fills al jardí de la Casa Blanca l'any 1903. D'esquerre a dreta: Quentin, Theodore Sr., Theodore Jr., Archie, Alice, Kermit, Edith, i Ethel.

Edith va ser una dona dedicada als seus fills. Passava diverses hores cada dia amb ells i llegia per ells diàriament. El president i la primera dama van prendre una posició molt activa en l'educació dels fills, sovint lligada a la que donaven els mestres als fills.
Edith va intentar tenir més fills fins i tot després del naixement del seu cinquè fill, Archie. Va patir dos avortaments durant el període de primera dama.
Edith va tenir una relació complicada amb la seva fillastra Alice. Anys més tard, Alice va expressar admiració pel sentit de l'humor de la seva madrastra i va declarar que havien compartit gustos literaris similars. En la seva autobiografia Crowded Hours (horas amb molt de bullici) Alice va escriure "que jo fos el fill d'un altre matrimoni era un fet i va crear una situació que vaig haver de suportar, i la Mare [Edith] ho va suportar amb equitat, encant i intel·ligència, en un grau major que qualsevol altre persona que jo hagi conegut".

## Relacions interracials
El 16 d'octubre de 1901 Teddy Roosevelt va convidar al educador afroamericà Booker T. Washington a sopar amb la família Roosevelt a la Casa Blanca. Molts altres presidents havien convidat afroamericans a reunions a la Casa Blanca, però mai a un àpat. La notícia del sopar d'un antic esclau i el president dels Estats Units esdevenia una esdeveniment nacional. El tema va ser objecte d'inflamats articles i de tires de dibuixos, i va canviar la manera de parlar de les races. Alguns republicans van intentar fer veure que el sopar havia estat un dinar (menys inusual en aquest cas). Tal com Deborah Davis va explicar a la NPR, "tenien gana i van ordenar una safata i, quan van acabar no quedava cap sandwich a la safata. I això sembla que va fer que el menjar fos una mica més agradable al Sud". La història del dinar va persistir per dècades, fins que finalment en la dècada del 1930, un periodista del diari Afro-American de Baltimore va preguntar l'Edith Roosevelt si havia estat un dinar o un sopar. Edith va comprovar la seva agenda i va respondre que, sense cap mena de dubte, havia estat un sopar.
Entre les reaccions al sopar hi va haver un dibuix fet pels Demòcrates de Maryland on l'Edith seia entre Teddy i Booker. Aquest dibuix va ser abastament reimprès. Segons Deborah Davis, aquest va ser el primer cop que una primera dama va ser ridiculitzada en paper imprès.
El sopar va assegurar la posició de Booker Washington com a figura negre clau i el seu portaveu als Estats Units. A partir d'aquell moment Booker Washington esdevindria un assessor de Roosevelt en política racial i en general en política sobre el Sud. Mentre que Teddy va nomenar per càrrecs polítics a alguns negres i va admirar alguns homes negres excepcionals, com ara Washington, en general va mantenir les mateixes actituds racistes comuns a molts nord-americans blancs del seu temps.
Deborah Davis creu que l'Edith va admirar Booker T. Washington. En una carta del març de 1901, Teddy va escriure a Booker, "la senyora Roosevelt està tan complagut com jo amb el vostre llibre".
Segons el biògraf Lewis Gould, una lectura curosa de la correspondència privada d'Edith revela punts de vista racials que van més enllà del que ell anomena la "intolerància gentil" del seu temps. En 1902 i 1903 "les senyoretes Turner i Leech" van actuar a la Casa Blanca. Les dones va cantar "Cançons de negres", davant la qual cosa Lewis Gould va argumentar que contractant a aquests intèrprets, l'Edith va entretenia a "convidats amb estereotips melòdics que representaven una minoria racial oprimida".

## Anys finals i mort

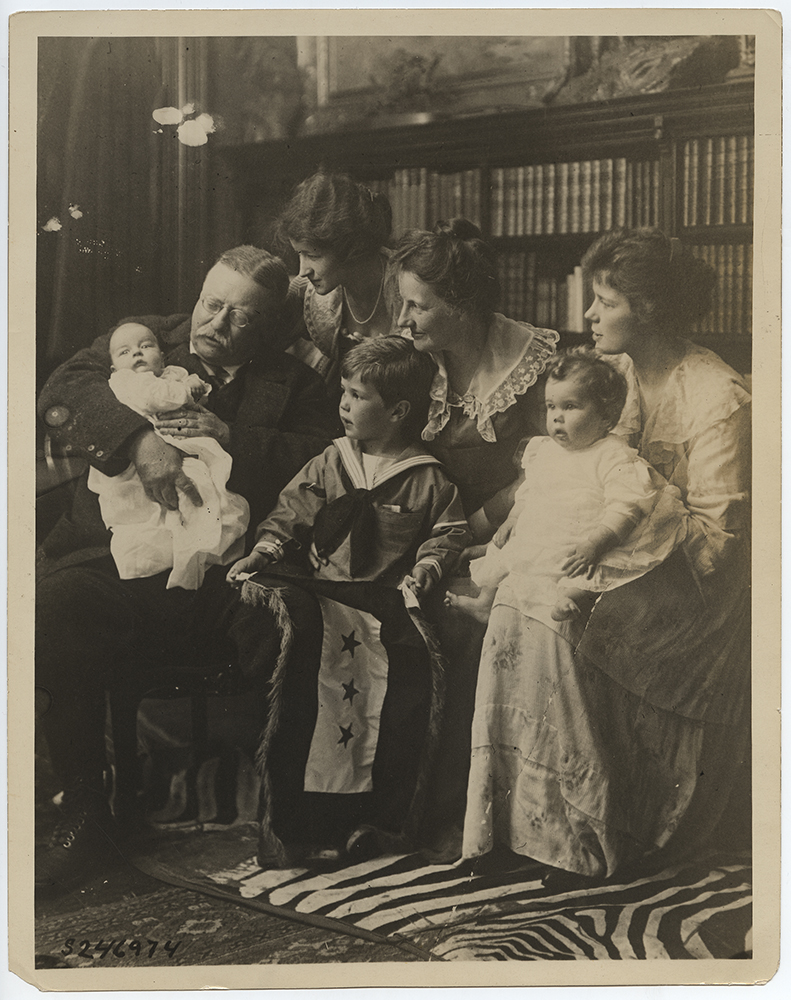
Asseguts, de esquera a dreta: Archibald Bulloch Roosevelt, Jr., Theodore Roosevelt, Grace Stackpole Lockwood Roosevelt, Richard Derby, Jr., Edith Kermit Carow Roosevelt, Edith Roosevelt Derby Williams, i Ethel Carow Roosevelt Derby. Richard Derby Jr. mostra una bandera amb tres estrelles. Les estrelles simbolitzen tres dels fills de Roosevelt: Quentin, Archie, i Theodore Jr., quins va servir en guerra als Estats Units.

Les últimes dècades de vida d'Edith van ser plenes de viatge: a Europa, Àsia, Àfrica i Amèrica del Sud. Després de deixar la Casa Blanca, Teddy i Kermit van anar de safari, mentre que Edith va anar a Europa amb Ethel, Archie i Quentin, en una llarga gira.
La col·lecció de la Primera Dama va ser aviat creada al Smithsonian després de la finalització del mandat de Roosevelt a la Casa Blanca. Quan els advocats del museu els van demanar una contribució, Edith va dir que no estava ben segura de poder ajudar: ella sovint retallava els vestits quan ja no els volia portar mai més. En això, el seu vestit de la jura del president no era cap excepció. La seva filla més tard va donar la meitat inferior restant, i el Smithsonian el va refer a partir de fotografies.
Edith no va defensar que Teddy es presentés per tercer cop a la cursa presidencial, el 1912, però li va donar ple suport durant la mateixa. El va cuidar després de l'intent d'assassinat (a Milwaukee, el 14 d'octubre de 1912), i el va consolar quan va perdre les eleccions, acompanyant-lo després al Brasil.
Ambdós van contribuir a les activitats inicials de la Primera Guerra Mundial.
Edith va instar les dones republicanes a votar després de l'aprovació de la 19a Esmena de la Constitució dels EUA (18 d'agost de 1920).
Durant la Gran Depressió, l'Edith va fer breument campanya per Herbert Hoover, per emfasitzar que el candidat del Partit Democràta, Franklin Roosevelt, no era pas el seu fill. Edith s'estimava Eleanor Roosevelt (dona de Franklin), però hi havia una mala entesa entre elles des que en la dècada del 1920 Eleanor havia fet campanya en contra de Theodore Roosevelt Jr durant la cursa per ser governador de Nova York.
Abans de la seva mort, Edith va destruir gairebé tota la seva correspondència amb Teddy. Tanmateix, Edith era un prodigiosa escriptor de carta i moltes de les seves cartes sobreviuen en biblioteques com ara el Houghton Library.
Edith va morir a Sagamore Hill el 30 de setembre de 1948, a l'edat de 87. Va ser enterrada a prop del seu marit al Young Memorial Cemetery d'Oyster Bay.

## Altres llibres
- Caroli, Betty Boyd. Basic Books. The Roosevelt women, 1998. ISBN 0465071333.
- Gould, Lewis L. University Press of Kansas. Edith Kermit Roosevelt : creating the modern first lady, 2013. ISBN 9780700622481.
- Lansford, Tom. Nova Science Publishers. A "bully" first lady : Edith Kermit Roosevelt, 2001. ISBN 1590330862.
- Morris, Sylvia Jukes. Coward, McCann & Geoghegan. Edith Kermit Roosevelt : portrait of a first lady, 1980. ISBN 0698109945.